# Neparla katus
Neparla katus är en insektsart som beskrevs av Sadao Takagi 1987. Neparla katus ingår i släktet Neparla och familjen pansarsköldlöss.
Artens utbredningsområde är Nepal. Inga underarter finns listade i Catalogue of Life.